# Nothobomolochus pulicatensis
Nothobomolochus pulicatensis is een eenoogkreeftjessoort uit de familie van de Bomolochidae. De wetenschappelijke naam van de soort is voor het eerst geldig gepubliceerd in 1990 door Kaliyamurthy.